# Ebe Stignani
Ebe Stignani (Nàpols, 11 de juliol de 1903 (algunes fonts citen el seu any de naixement com a 1904 - Imola, 5 d'octubre de 1974), considerada la màxima mezzosoprano de la seva època a Itàlia, la seva carrera es va estendre per més de tres dècades, i es va retirar el 1957 per a donar pas a la generació de Giulietta Simionato i Fedora Barbieri.
Posseïdora d'una immensa veu de mezzosoprano, va ser la recordada companya de les sopranos Gina Cigna, Maria Callas i Renata Tebaldi, entre d'altres. Va debutar en el Teatro San Carlo de Nàpols sent convidada a l'any següent per Arturo Toscanini a La Scala com a Eboli en Don Carlo. Aquest teatre seria el centre dels seus grans èxits en les heroïnes de Verdi i també com a Ortrud de Lohengrin, Dalilah, Carmen i Brangania.

## Carrera
Stignani va estudiar música durant cinc anys al Conservatori San Pietro a Majella de Nàpols, incloent piano i composició, així com cant. Se sol dir que la data del seu debut cantant va ser l'any 1925 a l'òpera San Carlo de Nàpols, en el paper d'Amneris a lAïda de Verdi, però hi ha proves que podria haver cantat diversos papers l'any anterior. El 1926, Arturo Toscanini la va convidar a La Scala de Milà per cantar el paper de la princesa Eboli a Don Carlo de Verdi, i Milà va continuar sent un escenari principal per a ella durant la resta de la seva carrera. Va cantar tots els principals papers de mezzosoprano italians, però també va abordar Ortrud (Lohengrin) i Brangäne (Tristan und Isolde) de Wagner i Dalila (Samson et Dalila) de Saint-Saëns dirigida per Victor de Sabata.
Va aparèixer amb l'Òpera de San Francisco el 1938 i de nou el 1948, però mai al Metropolitan Opera de Nova York. Va fer nombroses gires per Amèrica del Nord els anys posteriors a la Segona Guerra Mundial. La seva primera aparició al Covent Garden de Londres va ser l'any 1937, com a Amneris, i va tornar a Londres diverses vegades, sobretot en el paper d'Adalgisa en col·laboració amb Norma de Maria Callas el 1952 i el 1957. A la segona de les dues representacions de 1957 la tronada i aplaudiments sostinguts després del duet Mira O Norma va portar al director John Pritchard a repetir aquesta darrera part, aparentment l'única vegada que va cantar un bis en òpera en la seva carrera. També va aparèixer amb freqüència a Amèrica del Sud, inclòs el Teatre Colón de Buenos Aires, i en moltes altres ciutats europees fora d'Itàlia, com ara París, Madrid i Berlín (on va cantar el 1933, 1937 i 1941). Entre els nous papers que va crear durant la seva carrera hi havia Cathos a Les Précieuses ridicules de Felice Lattuada (1929) i La Voce a Lucrezia de Ottorino Respighi (1937).
Fora d'Itàlia va cantar a Londres el 1937 i el 1952 com a Adalgisa per la Norma de Maria Callas, a Berlín, París, San Francisco i en el Teatre Colón de Buenos Aires on va ser Adalgisa per la Norma de Claudia Muzio el 1927, Gretel, Marfa, Preziosilla i en 1953 Orfeo, Eboli de Don Carlo i Amneris per la Aida de Renata Tebaldi. Es va acomiadar del públic porteny el 1954 com a Adalgisa i Santuzza.
Va actuar al Gran Teatre del Liceu de Barcelona al llarg de diverses temporades entre 1947 i 1954 en les òperes Norma, Orfeo ed Euridice, Il Trovatore, La Favorite i Aïda.
Es va retirar dels escenaris el 1958 després d'algunes aparicions a Londres (com a Azucena) i a Dublín (com a Amneris). Després, va viure tranquil·lament jubilada a casa seva a Imola. Es va casar el 1941 i va donar a llum un fill el 1944.

La veu de Stignani era gran i rica en to, encara que de vegades afilada, i uniformement equilibrada en tot el seu rang considerable (que s'estenia des d'un Fa greu fins a un Do agut). Va tenir prou flexibilitat per a ella interpretar papers com L'italiana a Algeri, de Rossini, però va ser en parts nobles i dramàtiques on se la va escoltar amb més efecte. Els crítics sovint es referien a la grandesa de les seves actuacions. Tot i que no tenia grans aptituds com a actriu, va aconseguir un poder dramàtic i una caracterització gràcies a la qualitat de la seva veu i tècnica. Coneixia les seves prioritats i parlant amb Lanfranco Rasponi, va dir:
| « | <"M'han fet un regal magnífic, i en certa manera sóc com una sacerdotessa, perquè sento que és meva responsabilitat mantenir la flama encesa de la millor manera possible... Sóc Stignani per la meva veu"> | » |

Va ser molt disciplinada en l'elecció dels papers i en el nombre d'aparicions que va fer, es va negar a acceptar tasques que considerava que no eren adequades per a la seva veu, i això, sens dubte, va contribuir a la longevitat de la seva carrera al més alt nivell.

## Enregistraments
Stignani va gravar una sèrie d'àries d'òpera a finals de la dècada de 1930 i principis de la dècada de 1940 que reflecteixen la varietat de papers del seu repertori, i aquestes s'han reeditat de diferents maneres en CD.
Entre els seus enregistraments d'òperes/oratoris complets es troben:
- Amilcare Ponchielli: La Gioconda, (dirigida per Lorenzo Molajoli), enregistrada 1931, Italian Columbia (rol de Laura), amb Giannina Arangi-Lombardi.
- Giuseppe Verdi: Rèquiem, (dirigit per Tullio Serafin), enregistrat el 1939, amb Maria Caniglia, Beniamino Gigli i Ezio Pinza.
- Giuseppe Verdi: La forza del destino, (dirigida per Gino Marinuzzi), enregistrada 1941, (rol de Preziosilla) amb Maria Caniglia.
- Giuseppe Verdi: Aïda, (dirigida per Tullio Serafin), enregistrada 1946, (rol d'Amneris) amb Maria Caniglia i Beniamino Gigli.
- Georges Bizet: Carmen, (dirigida per Vincenzo Bellezza), enregistrada en viu 1949, (rol de Carmen); [descrit per John Steane com a "veritablement terrible"], (Gramophone May 2000)] amb Beniamino Gigli.
- Giuseppe Verdi: Aïda (dirigida per Alberto Erede), enregistrada 1952 per English Decca, (rol d'Amneris), amb Renata Tebaldi i Mario Del Monaco.
- Giuseppe Verdi: Il Trovatore, (dirigida per Antonino Votto), enregistrada en viu el 1953, Teatro alla Scala, Milà, (rol d'Azucena), amb Maria Callas, Gino Penno.
- Gaspare Spontini: La Vestale (dirigida pe Antonino Votto), enregistrada en viu el 1954, al Teatro alla Scala, Milà, (rol de La Gran Vestale), amb Maria Callas, Franco Corelli.
- Vincenzo Bellini: Norma, (dirigida per Tullio Serafin), enregistrada el 1954, (rol d'Adalgisa). Aquest va ser el primer dels dos enregistraments d'estudi de Norma de Maria Callas; en aquesta etapa de la seva carrera, Stignani pot semblar excessivament madura com a jove sacerdotessa, però la veu encara és rica i decidida. També hi ha un enregistrament en directe de la celebrada producció de Norma de Covent Garden de 1952, dirigida per Vittorio Gui, de nou amb Callas, i alguns crítics valorats més que l'enregistrament de l'estudi.

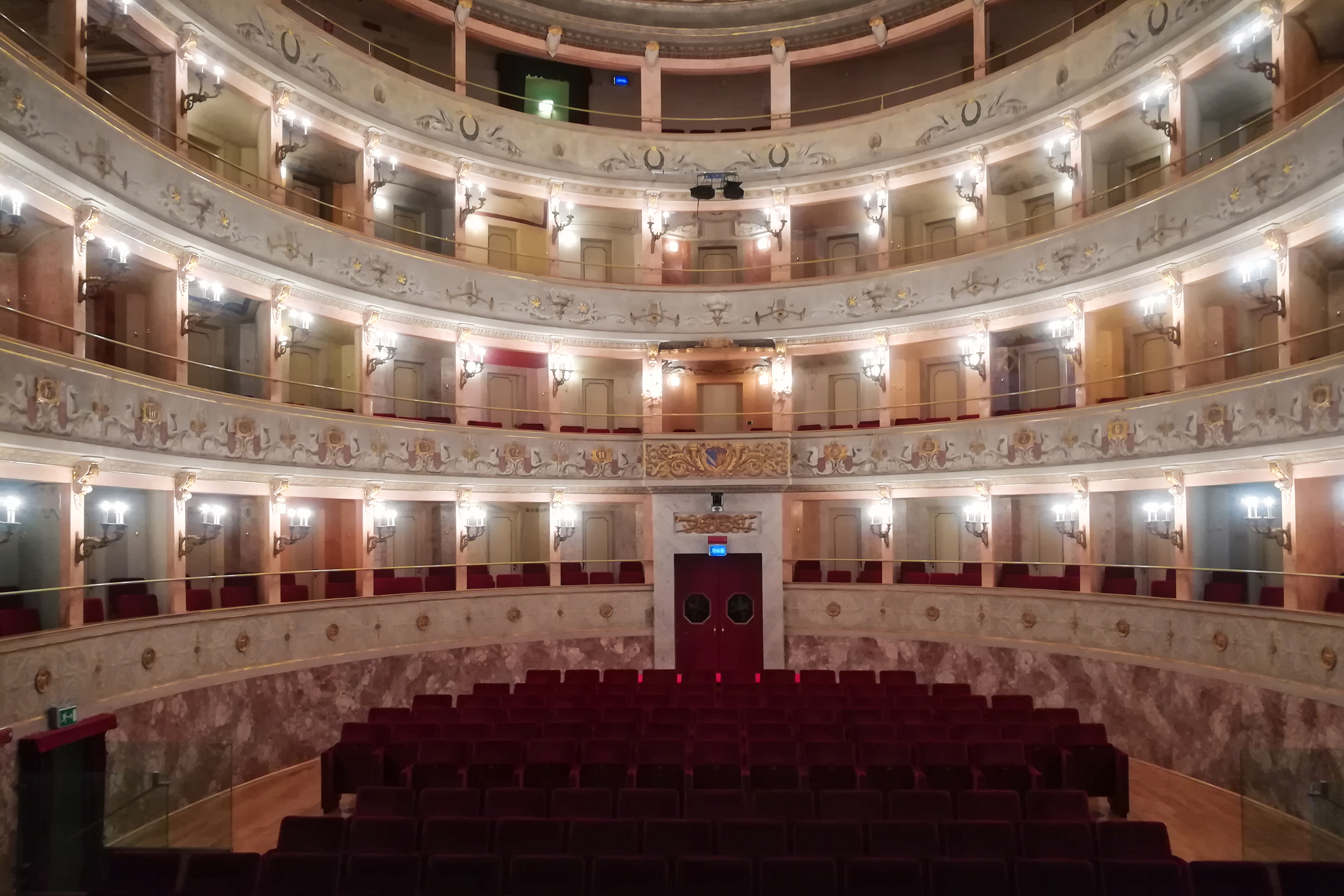
Teatro comunale Ebe Stignani, d'Imola

## El Concurs Stignani
El Teatre Municipal d'Imola ha estat restaurat i porta el seu nom. S'hi celebra cada dos anys, al mes d'octubre, el Concurs Stignani, creat per celebrar la mezzosoprano dramàtica més famosa del seu temps, obert a tots els cantants d'òpera o estudiants de cant. Un jurat internacional selecciona tres guanyadors, que obtenen un premi en metàl·lic.